# ان‌پی‌آر

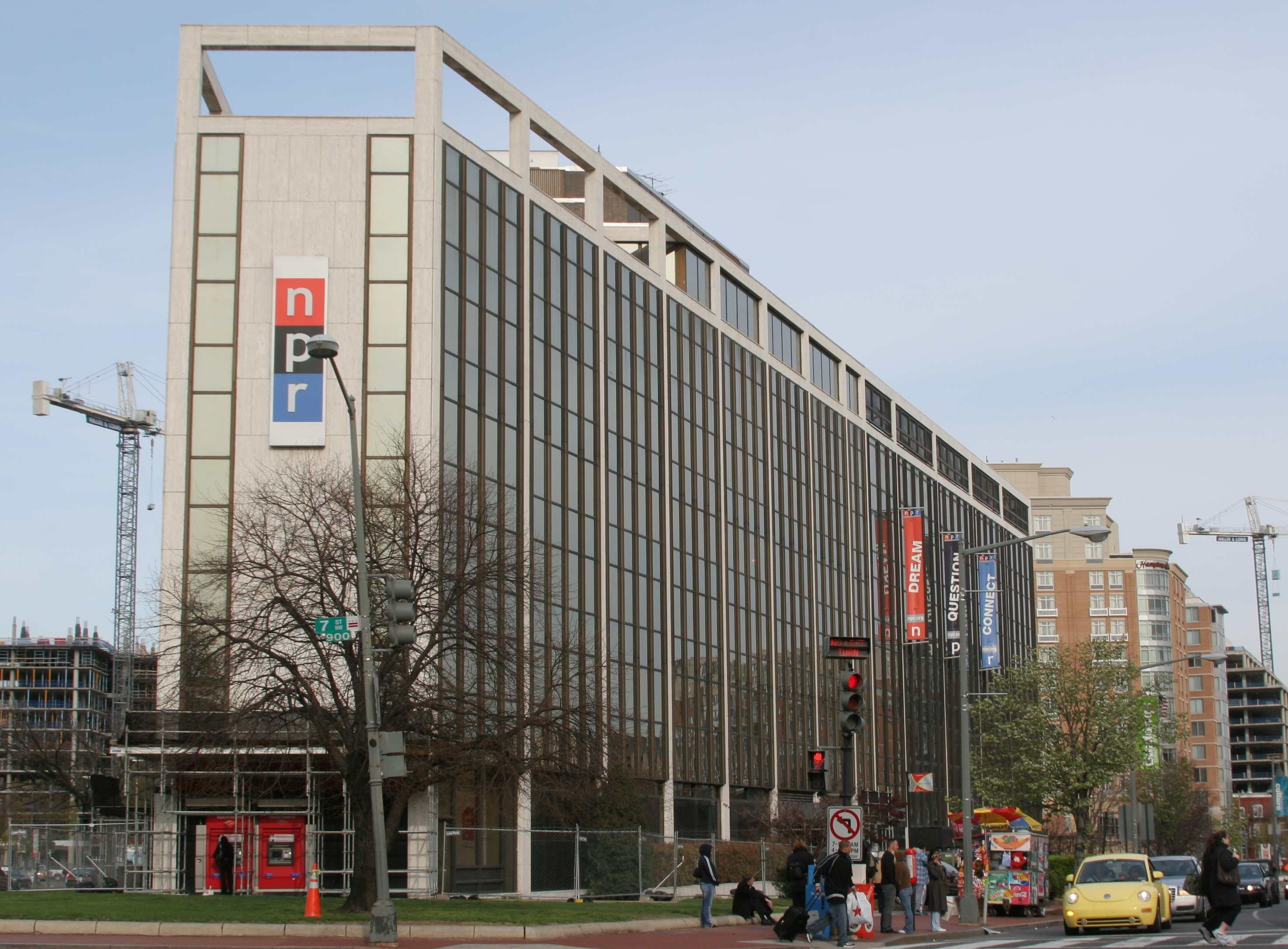
مرکز ان‌پی‌آر در واشینگتن دی سی

رادیو عمومی ملی مشهور به ان‌پی‌آر (به انگلیسی: National Public Radio)، یک سازمان رسانه‌ای ناسودبر آمریکایی است که از طریق بودجه عمومی و حمایت‌های خصوصی اداره می‌شود. ان‌پی‌آر به عنوان یک سندیکای ملی برنامه‌های خود را از ۹۰۰ فرستنده رادیویی در خاک ایالات متحده آمریکا پخش می‌کند.
ان پی آر در سال ۱۹۷۱ تأسیس شد و در تمام شهرهای بزرگ آمریکا، فرستنده ۲۴ ساعته دارد و برنامه‌های خبری و فرهنگی تولید و پخش می‌کند.